# Foulcoie de Beauvais
Foulcoie de Beauvais (en latin Fulcoius Belvacensis) est un religieux et auteur français du XIe siècle, né probablement à Beauvais avant 1040 et mort à Meaux vers 1110. Son œuvre est entièrement écrite en vers latins.

## Biographie

### Famille et formation
Issu de la petite noblesse picarde, Foulcoie de Beauvais est le fils d’Anselme le Petit et d’Emma. On lui connaît au moins deux frères dont il compose les épitaphes : Adam et Thierry. Enfant, il a pour nourrice une femme prénommée Esceline à qui il dédie aussi quelques vers.
En dehors de cette anecdote, on ne sait rien de son enfance. Il est ensuite envoyé suivre des études à l’école cathédrale de Reims dont la réputation est alors considérable. Il est dans un premier temps l’élève du maître Heriman et a pour condisciples et amis Raoul le Verd, qui devient par la suite archevêque de Reims, et le futur saint Bruno, qui entre dans la postérité en fondant l’ordre des Chartreux. En 1056, ce dernier remplace Heriman. Parmi ses étudiants, on compte également Odon de Châtillon, connu comme pape sous le nom d’Urbain II.
Comme en témoigne une lettre de saint Bruno, Foulcoie, Raoul et lui-même se lient d’une amitié tant intellectuelle que spirituelle. Ils envisagent même un moment de prendre ensemble l’habit monastique, mais le projet avorte avec le départ de Foulcoie pour Rome vers 1070.

### Dans l'entourage de l'archevêque de Reims
À cette date, Foulcoie de Beauvais vient d’achever une œuvre importante de 4 700 vers latins, le De Nuptiis Christi et Ecclesiæ, qu’il part présenter au pape Alexandre II sans vraiment rencontrer le succès escompté. De retour à Reims, il se rapproche du nouvel archevêque Manassès de Gournay et met sa plume à son service. À la même époque, son état de diacre le lui permettant, il se marie comme il l’indique dans une de ses lettres. À partir de 1076, l’Église de Reims connaît une grave crise pendant laquelle s’affrontent partisans et détracteurs de Manassès de Gournay, accusé de simonie. À la tête de l’opposition se trouve Bruno, tandis que Foulcoie prend le parti de son archevêque et mécène. Le conflit interne remonte jusqu’au pape Grégoire VII, et Manassès est déposé par un concile en février 1080.

### À Meaux
Cette même année, Foulcoie de Beauvais quitte Reims et s’installe à Meaux où sa réputation d’intellectuel l’a précédé. Dans une de ses lettres, il raconte que, peu de temps après son arrivée dans la cité briarde, on fait appel à ses connaissances pour identifier une statue découverte dans les ruines antiques qui se dressent au nord de la ville. À la recherche d’un nouveau mécène, il tente de se rapprocher successivement de Guillaume le Conquérant et de l’empereur Henri IV pour intégrer leur entourage. Il n'y parvient pas. Il rédigera toutefois deux épitaphes en l’honneur de l’épouse du premier, Mathilde.
Après ces échecs, il met son écriture au service des communautés religieuses du diocèse de Meaux. C’est lui qui rédige l’épitaphe de l’évêque Gautier Saveyr, mort en 1082. Il renouvelle l’exercice pour le prévôt de Meaux, Hildric, fondateur du prieuré Saint-Pierre de Cornillon dans le faubourg méridional de la ville. Cela le rapproche alors du puissant lignage des Cornillon dont les deux successeurs de Gautier Saveyr sont issus. Il est nommé archidiacre vers 1106 et apparaît comme tel dans plusieurs chartes de l’évêque Manassès Ier de Cornillon.
Plusieurs monastères lui passent commande de textes hagiographiques. Il s'y spécialise dans la dernière période de sa vie. Il rédige une vie de saint Faron à la demande des moines de l’abbaye du même nom, une vie de saint Aile pour l’abbaye de Rebais et une vie de saint Blandin pour le prieuré de La Celle-sur-Morin. Ce dernier texte est sans doute le dernier qu’il compose. Dans un passage, il y mentionne comme mort le roi Philippe Ier, ce qui le situe peu après 1108. Il meurt dans les années qui suivent, à Meaux, où il est inhumé.
Des clercs de plusieurs villes (Beauvais, Chartres, Orléans, Paris, Senlis, Sens) envoient alors des vers en son honneur, témoignant de son aura intellectuelle.

## Œuvres
Les écrits de Foulcoie de Beauvais nous sont principalement parvenus grâce au manuscrit no 11 de la bibliothèque municipale de Beauvais. D’autres copies du De Nuptiis Christi et Ecclesiæ sont conservées dans les manuscrits latins 5305 et 16701 de la Bibliothèque nationale de France.
Le manuscrit de Beauvais réunit près de 11 000 vers, mais ne semble pas avoir été achevé. Il manque notamment les premières lettres de chaque texte qui auraient dû être enluminées ; et certains mots ont été laissés en blanc, le copiste n’ayant pu les lire sur les originaux de Foulcoie.
On peut distinguer quatre types de textes dans l’œuvre de Foulcoie de Beauvais :
- le De Nuptiis, qui est un abrégé de l’histoire biblique ;
- des épitaphes ;
- des lettres ;
- des vies de saints.

### De Nuptiis Christi et Ecclesiæ(Du mariage du Christ et de l’Église)
Fort de 4 700 vers, ce texte est l’œuvre majeure de Foulcoie de Beauvais. Construit sous la forme d’un dialogue entre l’homme et le Saint-Esprit, il passe en revue, par un jeu de questions et de réponses, les événements marquants de l’Ancien et du Nouveau Testament. L’ouvrage est divisé en sept livres : le livre I reprend la Genèse, le II rapporte le récit de l’Exode, les livres III, IV et V portent sur les livres des Rois et les deux derniers se concentrent sur le Nouveau Testament.
Ce texte témoigne de toute l’érudition acquise par Foulcoie de Beauvais lors de ses études à Reims. Il a influencé Laurent de Durham (en), dont l’œuvre principale, Hypognosticon, rédigée en Angleterre vers 1140, commence par le même vers que le De Nuptiis.

### Les épitaphes
Les épitaphes sont de courts poèmes en l’honneur d’un défunt. On en conserve 49 composées par Foulcoie de Beauvais. Certaines ont dû être inscrites dans des rouleaux mortuaires, d’autres gravées sur une tombe. Une partie n’a sans doute pas dépassé le statut de l’exercice de style. Foulcoie y honore à la fois des familiers (ses parents, ses frères et sa nourrice), des personnalités rencontrées (son maître Heriman, des prélats de Reims et de Meaux), des personnages de haut rang (Mathilde, épouse de Guillaume le Conquérant). Quelques-unes semblent répondre à des programmes liés à des commandes spécifiques, comme les épitaphes des rois Dagobert Ier, Charles le Chauve et Henri Ier pour l’abbaye de Saint-Denis. En composant une épitaphe pour Ogier et son compagnon Benoît, à destination de l’abbaye Saint-Faron, Foulcoie participe également à la diffusion de la légende d’Ogier le Danois dont les religieux prétendent conserver le tombeau.

### Sa correspondance
Le manuscrit de Beauvais contient des lettres versifiées adressées par Foulcoie de Beauvais à différentes personnes. Leur lecture est l’occasion de cerner un peu mieux la personnalité de leur auteur. On y a apprend au passage de l’une d’elles qu’il s’est marié ou qu’il a les cheveux blancs. Il prend également position clairement sur des problèmes de son époque. Il défend farouchement l’archevêque de Reims Manassès de Gournay lors de son conflit avec le pape Grégoire VII et son légat. Une lettre adressée à Fulcrade, archidiacre de Laon, montre combien il est opposé à la réforme grégorienne. Il y prône en effet le mariage des prêtres, au moment où la papauté lutte contre le nicolaïsme. Il donne aussi dans ses lettres un aperçu de sa culture antique.

### Les vies de saints
Le genre hagiographique a occupé les dernières années de la vie de Foulcoie de Beauvais. Il est l’auteur des vies de saint Faron, saint Aile, saint Blandin, saint Médard et saint Maur.
Toutes ces vies de saints sont écrites en vers latins et visent donc un public lettré. Foulcoie s’appuie parfois sur des textes existants, comme pour la vie de saint Faron qui n’est qu’une versification de celle rédigée par Hildegaire au IXe siècle. Par contre, la vie de saint Blandin paraît plus libre et on y devine des emprunts évidents aux évangiles apocryphes pour certains miracles rapportés.

### Les autres textes
Des œuvres de jeunesse ont existé puisque Foulcoie les mentionne dans sa correspondance, mais elles ont disparu. On a pu lui attribuer un hymne à saint Melor, mais l’attribution semble douteuse.

### Textes édités
- Colker (M. L.), éd., « Fulcoii Belvancensis epistulæ », Traditio, t. X, 1954, p. 191-273.
- Omont (H.), éd., « Épitaphes métriques en l'honneur de différents personnages du XIe siècle composées par Foulcoie de Beauvais, archidiacre de Meaux », dans Mélanges Julien Havet. Recueil de travaux d'érudition dédiés à la mémoire de Julien Havet (1853-1893), Paris, 1895, p. 211-236.
- Poncelet (A.), « Vita sancti Blandini saeculo VII anachoretæ Brigensis auctore Fulcoio Bellovacensi », Analecta Bollandiana, 1888, p. 145-166.
- Rousseau (M. I. J.), éd., Fulcoii Belvacensis utriusque de Nuptiis Christi et Ecclesiæ libri septem, Washington, 1960.
- Wilmart (M.), éd., « Une traduction de la Vita sancti Blandini par Nicolas Le Coq, diacre de Meaux (1705) », Revue d'histoire et d'art de la Brie et du diocèse de Meaux, 2000, p. 39-58.
- La vie de saint Maur a été éditée dans Catalogus codicum hagiographicorum Latinorum qui asservantur in Bibliotheca Nationali Parisiensi, t. I, Bruxelles, 1889, p. 240-264.

### Études sur Foulcoie de Beauvais
- Boutémy (A.), « Essai de chronologie des poésies de Foulcoie de Beauvais », Annuaire de l'Institut de philologie et d'histoire orientales et slaves, t. XI, 1951, p. 79-96.
- Boutémy (A.), « Foulcoie de Beauvais et l'intérêt pour l'archéologie antique au XIe et au XIIe siècle », Latomus, 1937, p. 173-186.
- Plaine (F.), « Le martyr breton saint Melor et son ancien culte à Meaux », Revue de Champagne et Brie, 1889, p. 322-338.
- Wilmart (A.), « Deux lettres concernant Raoul Le Verd, l'ami de saint Bruno », Revue bénédictine, 1939, p. 257-274.
- Wilmart (M.), « Foulcoie de Beauvais, itinéraire d’un intellectuel du XIe siècle », Bulletin de la Société littéraire et historique de la Brie, 2002, p. 35-52.